# Hans Mönninghoff

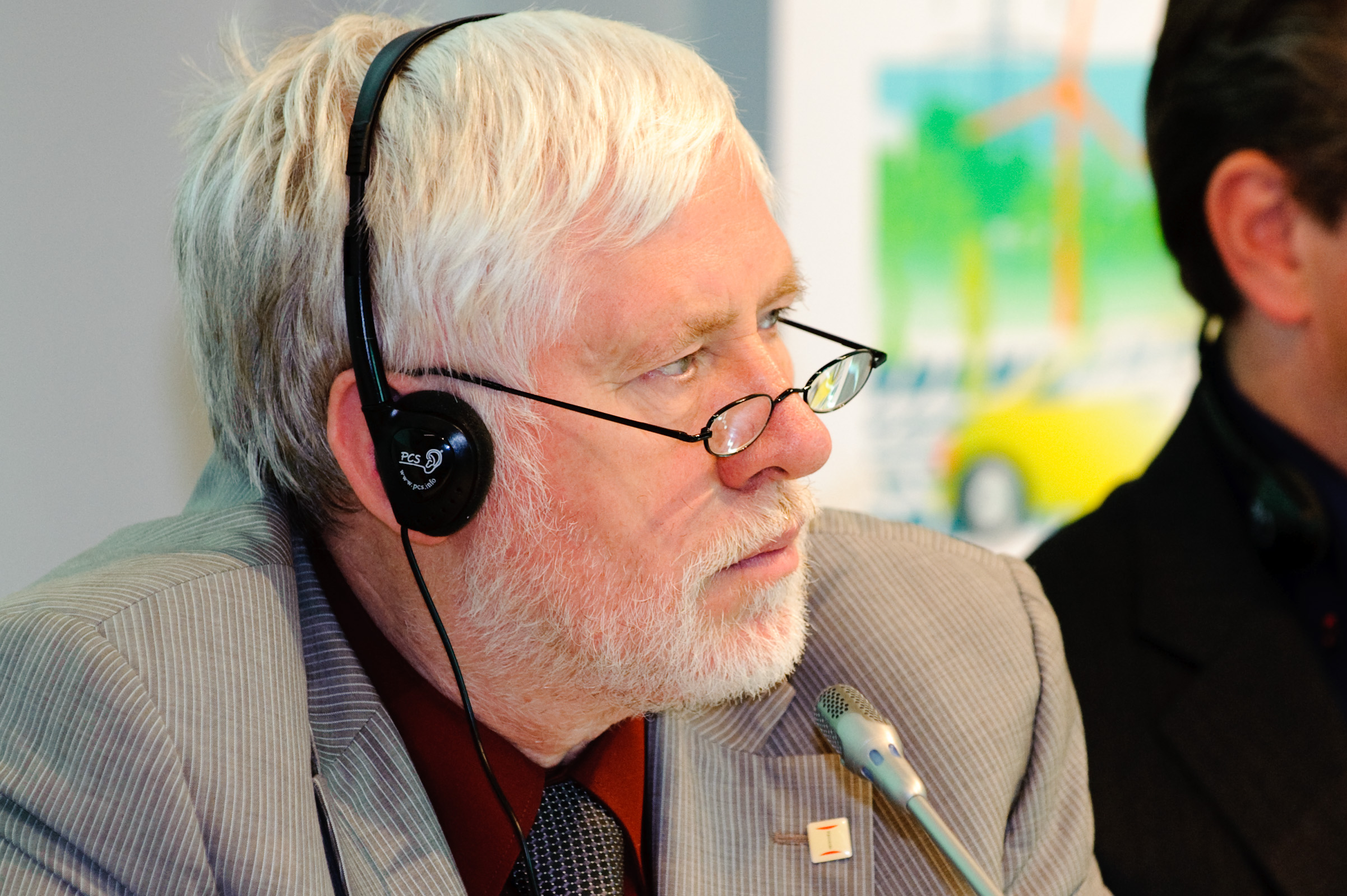
Hans Mönninghoff

Hans Mönninghoff (* 13. Juli 1950 in Süddinker) ist ein deutscher Politiker der GRÜNEN.

## Leben
Mönninghoff besuchte in Hamm die Realschule. Es folgten ein zweijähriges Berufspraktikum und ein Studium an der Gesamthochschule Siegen mit Abschluss als Wasserbauingenieur. Von 1974 bis 1977 war er beim Amt für Strom- und Hafenbau in Hamburg tätig. Danach absolvierte er ein Aufbaustudium der Landespflege an der Universität Hannover. Seit 1977 war er Mitglied in Bürgerinitiativen gegen Atomanlagen. 1979 bis 1986 war er als selbständiger beratender Ingenieur in den Bereichen Wasser und Energie tätig. Daneben war er von 1981 bis 1986 Mitarbeiter des Energie- und Umweltzentrums am Deister in Springe-Eldagsen.

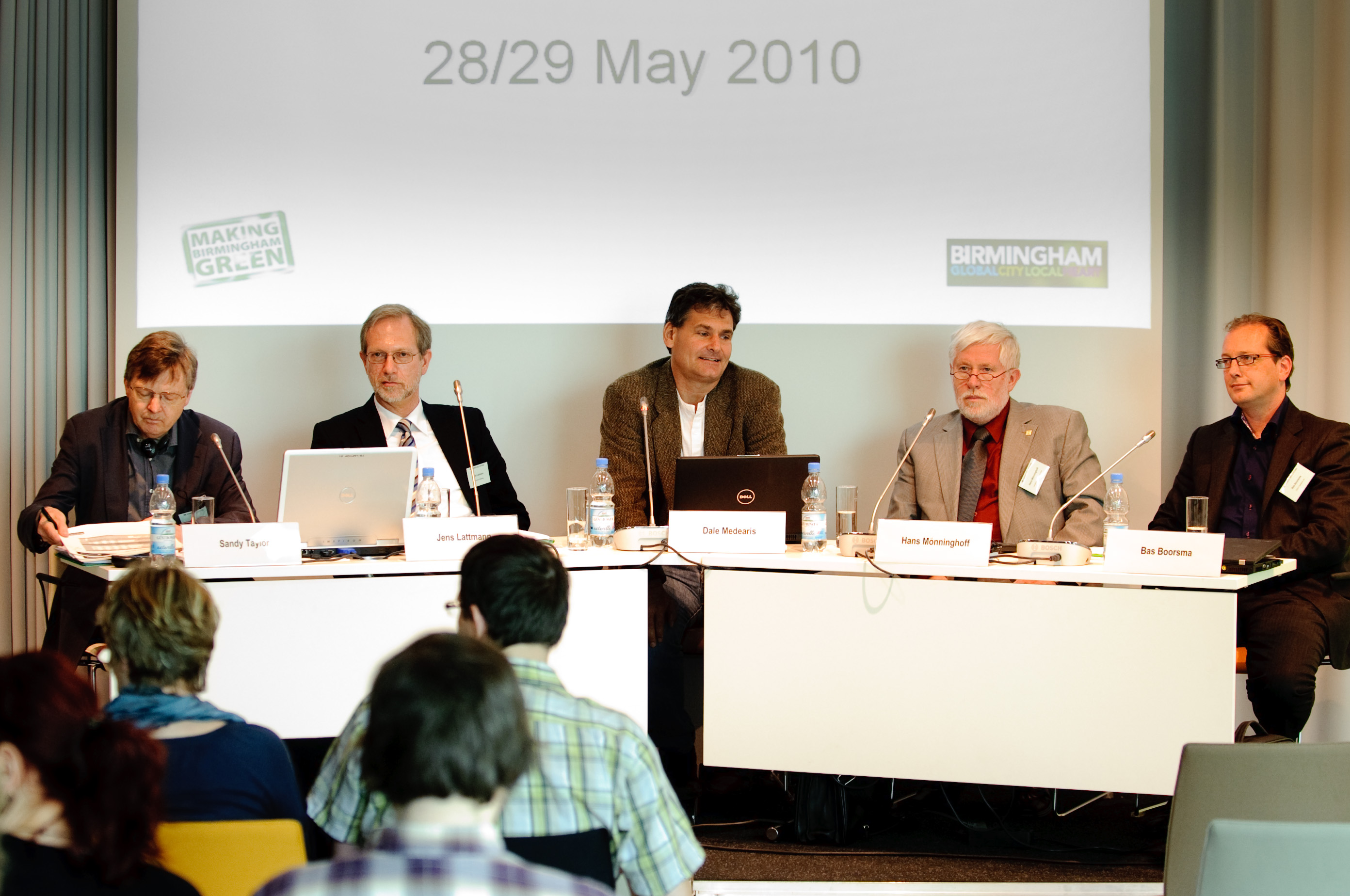
Mönninghoff 2010 in Birmingham

Im Jahr 1983 wurde auf seine Initiative und die seiner Frau Heike die Stiftung Leben & Umwelt gegründet, die heutige Landesstiftung Niedersachsen der Heinrich-Böll-Stiftung. Von 1986 bis 1989 war er Abgeordneter im Niedersächsischen Landtag. 1989 wurde  er Umweltdezernent der Landeshauptstadt Hannover und war ab 1997 zusätzlich Erster Stadtrat von  Hannover und Stellvertreter des Oberbürgermeisters in der Verwaltung. 2005 wurde er zusätzlich zum Wirtschaftsdezernenten ernannt. Nach der Wahl von Stephan Weil zum Ministerpräsidenten des Landes Niedersachsens im Januar 2013 übernahm Mönninghoff die Geschäfte des Oberbürgermeisters als „Chef“ der Verwaltung von Hannover. Am 31. Juli 2013 ging Mönninghoff in den Ruhestand. Seine Nachfolgerin ist Sabine Tegtmeyer-Dette.